# Union de la jeunesse révolutionnaire
L'Union de la jeunesse révolutionnaire, ou Union des jeunes de la révolution (officiellement abrégé RYU ; en arabe : اتحاد شبيبة الثورة, Ittihad Shabibat ath-Thawra), est l'organisation de jeunesse du Parti Baas syrien. L'organisation est membre de la Fédération mondiale de la jeunesse démocratique. 

## Historique
L'organisation est fondée en 1970 (dans les années 1970 selon Syrian Observer) après l'arrivée au pouvoir d'Hafez el-Assad et le Parti Baas.
Elle publie un bulletin d'information, appelé Al-Masirah (La Marche).
En 2021, selon le média d'opposition Sowt al-Asima, un projet de loi serait prévu par les autorités syriennes concernant la RYU. Il prévoirait sa suppression, ainsi que celle de l'Avant-garde du Baas, dans le but de donner une image plus positive du régime et de mieux respecter l'article 8 de la Constitution syrienne de 2012, qui met fin au statut de parti unique du Parti Baas.

## Embrigadement des jeunes
Après avoir rejoint en primaire l'Avant-garde du Baas, les enfants sont forcés à rejoindre l'Union des jeunes de la révolution. Il peuvent y obtenir des avantages s'ils suivent la discipline imposée, comme de meilleures notes dans leur parcours scolaire, ce qui leur permet ensuite d'accéder à des formations plus prestigieuses. 
Le mouvement est également un tremplin pour rejoindre l'armée arabe syrienne, plusieurs dizaines de milliers de jeunes s'engagent à la suite de leur passage dans la RYU. L'organisation devient par ailleurs, selon un militant politique, « un auxiliaire pour les groupes armés pro-gouvernementaux ».